# Aetomylaeus nichofii
Aetomylaeus nichofii är en rockeart som först beskrevs av Bloch och Schneider 1801.  Aetomylaeus nichofii ingår i släktet Aetomylaeus och familjen örnrockor. IUCN kategoriserar arten globalt som sårbar. Inga underarter finns listade i Catalogue of Life.